# يسبر سيزاي
يسبر سيزاي (بالسويدية: Jesper Ceesay) هو لاعب كرة قدم سويدي، ولد في 20 أكتوبر 2001 في بلدية سولنا في السويد.

## وصلات خارجية
- يسبر سيزاي على موقع اتحاد السويد (السويدية)
- يسبر سيزاي على موقع قاعدة بيانات كرة القدم.إي يو (الإنجليزية)
- يسبر سيزاي على موقع Soccerway.com (الإنجليزية)